# 30 Arietis
30 Arietis är en kvadrupelstjärna i stjärnbilden Väduren. De två ljusstarka stjärnorna är av visuell magnitud +6,48 och +7,09. Stjärnsystemet befinner sig på ett avstånd av ungefär 135 ljusår.

## Exoplanet
27 november 2009 upptäcktes en väldigt massiv planet I omlopp runt 30 Arietis B på ett avstånd av ungefär 1 AU. Exoplaneten fick beteckningen 30 Arietis Bb och bedöms ha en massa på 6,6±0,9 MJ, med en halv storaxel av 1,01±0,01 AU och en omloppsperiod av 345,4±3,8 dygn. Excentriciteten är 0,18±0,11.